# Rubén Vergés Fruitos
Rubén Vergés Fruitos (ur. 11 marca 1987 w Barcelonie) – hiszpański snowboardzista, startujący w zawodach halfpipe’u, uczestnik Zimowych Igrzysk Olimpijskich 2010 w Vancouver.
Podczas zawodów olimpijskich w Vancouver zajął 31. miejsce w zawodach halfpipe’u.